# 21484 Eppard
21484 Eppard este un asteroid din centura principală de asteroizi.

## Descriere
21484 Eppard este un asteroid din centura principală de asteroizi. A fost descoperit pe 19 aprilie 1998 la Socorro, New Mexico, în cadrul proiectului LINEAR. Asteroidul prezintă o orbită caracterizată de o semiaxă mare de 2,35 ua, o excentricitate de 0,07 și o înclinație de 7,3° în raport cu ecliptica.